# مصطفی آشتیانی
میرزا مصطفی آشتیانی متخلص به صهبا و ملقب به افتخارالعلماء پسر دوم میرزا حسن آشتیانی بود. وی از مشاوران و دوستان نزدیک سید محمد طباطبایی و سید عبدالله بهبهانی به شمار می رفت و با آنها ارتباط نزدیکی داشت.

## فعالیت درجنبش مشروطه ایران
- وی در ماجرای تخریب ساختمان بانک استقراضی روس در گورستان و مخالفت با ژوزف نوز بلژیکی تلاش زیادی از خود نشان داد.[۲]
- شورش گرانی شکر در تهران: در آذر ۱۲۸۵ خورشیدی زمانی که عبدالمجید عین‌الدوله حاکم تهران می کوشید با به فلک بستند ۲ تن از تجار سرشناس شکر، قیمت شکر را پایین آورد، حادثه ای روی داد و مردم شورش کردند. به این دلیل مغازه ها و کارگاه ها بسته شد، جمعیت در مسجد بازار گرد آمدند و ۲ هزار تن از تجار و طلاب به رهبری سید محمد طباطبایی و سید عبدالله بهبهانی در حرم شاه عبدالعظیم بست نشستند. آشتیانی هم دوران بست نشینی فعالیت زیادی از خود نشان داد.[۳]
- تحصن در حرم شاه عبدالعظیم: بعد از به توپ بستن مجلس میرزا مصطفی آشتیانی به همراه عده‌ای دیگر از علما از جمله سیدآقا یزدی و سیدمصطفی قنات‌آبادی و عده‌ای از وعاظ و طلاب به دلیل بیدادگری‌های روزافزون عمال استبداد و فشاری که بر مردم وارد می شد، به حرم شاه عبدالعظیم رفته و در آنجا تحصن کردند. در میان متحصنین وی تلاش زیادی از خود نشان داد و در تدبیر و کاردانی قدرت به سزایی داشت و محور عملیات خصمانه شدیدی بر ضد محمدعلی شاه شده بود. به همین دلیل محمدعلی شاه از وجود او نگران شده و دستور قتل وی را صادر کرد.[۴]

## ترور
فعالیت های آشتیانی در در جريان تحصن علما در حرم شاه عبدالعظيم باعث شد تا مفاخر الملک رییس تجارت که دستیار حکمران تهران نیز بود، سید محمدخان صنیع حضرت و زین العابدین خان مجلل السلطان با چند فرد دیگر را به حرم شاه عبدالعظیم فرستاد و میزرا مصطفی را با چهار گلوله به قتل رساند. 
به قول دیگری، در نيمه شب چهارم فروردین ۱۲۸۸ خورشیدی مصادف با دوم ربیع الاول ۱۳۲۷ قمری، عده ای مسلح با چهره مستور به خانه اور ریخته و به ضرب نه گلوله او را و سه نفر دیگر که نزد او یک جا زندگی می کردند را کشتند.

## تالیفات
افتخارنامه حیدری  در شرح نبردهای علی ابن ابیطالب در دو بخش سروده شده است: دوران محمد ابن عبدالله و بعد از ایشان. این منظومه حدود ۱۷۰۰۰ بیت دارد و سال سرایش آن ۱۳۰۴ قمری است. این منظومه در بحر متقارب و با زبانی حماسی سروده شده است.